# Музей Гали Сокороя
Музей Гали Сокороя — мемориальный музей известного учёного, поэта, башкирского просветителя XIX века Гали Сокороя, находится в деревне Старочукурово Татышлинского района Республики Башкортостан.

## История и описание музея
Филиал Национального музея Республики Башкортостан «Музей Гали Сокороя» открылся в июне 2001 году,  в честь 175-летнего юбилея поэта-просветителя XIX века Гали Сокороя (Киекова Мухаметгали Габдесалиховича), в родной деревне поэта Старочукурово Татышлинского районы Башкортостана.
В конце 2001 года музей передан в Национальный литературный музей Республики Башкортостан.
С 2006 году на основании Распоряжения Правительства Республики Башкортостан музей выделен из состава Литературного музея и передан в отдел культуры Татышлинского района РБ.
С 21 декабря 2009 года является филиалом Татышлинского историко-краеведческого музея.
Музей построен на месте медресе Гали Сокороя и представляет собой одноэтажное деревянное здание площадью 40 кв.м. Внутреннее убранство оформлено в стиле  XIX века.  В фондах музея хранятся 288 экспонатов.
Среди них,  домашняя утварь, книги, фотографии рода Кииковых, документы, которыми пользовался поэт. Наибольшую ценность представляет шежере ирактинских башкир, составленное самим поэтом.
Экспозиция состоит из трех разделов. Первая экспозиция  посвящена жизни и творчеству поэта‑суфия, вторая истории его родной деревни, третья экспозиция  этнографическая, где представлены традиционные предметы быта местного населения.
Посещение могилы Гали Сокороя и могилы его сына поэта и историка Гарифуллы Киикова, могилы  легендарного башкирского хана XV века Исян-хана в деревне Новочукурово входят в экскурсионный маршрут музея.